# Big Money!
Big Money! — відеогра-головоломка, створена PopCap Games.

## Ігровий процес
Гра відбувається на сітці, повній кольорових монет. Є п'ять кольорів монет: червоний, синій, жовтий, зелений і фіолетовий. Фіолетові монети з’являються лише в режимі головоломки. Як у Collapse! і SameGame, гравець повинен натиснути на групи з трьох або більше (у режимі головоломки, двох або більше) однакових кольорових монет, щоб вони зникли. Збоку від екрана знаходиться «Лічильник грошей». Він збільшується, видаляючи монети з дошки, і коли вона буде заповнена, мішок з грошима впаде на ігрове поле. Його збирають, якщо видалити монети під ним (у режимі головоломки його збирають, коли його опускають на дно). Коли гравець збере необхідну кількість грошових мішків, почнеться наступний рівень.
У грі два основних режими. У «Режимі дії» монети постійно зростають, тоді як у «Режимі стратегії» монети зростають лише тоді, коли гравець очищає групу. Лише в повній версії також є «Режим головоломки», де гравець повинен очистити певне розташування монет.